# Ribeirão Mucambão
Ribeirão Mucambão (portugisiska: Rio Mocambão) är ett vattendrag i Brasilien.   Det ligger i delstaten Tocantins, i den centrala delen av landet, 290 km norr om huvudstaden Brasília.
Omgivningarna runt Ribeirão Mucambão är huvudsakligen savann. Trakten runt Ribeirão Mucambão är nära nog obefolkad, med mindre än två invånare per kvadratkilometer.